# ZAG-Arena
Die ZAG-Arena ist eine Mehrzweckhalle in der niedersächsischen Landeshauptstadt Hannover. Sie ist konzipiert für Konzerte, Sportveranstaltungen sowie für große Fernseh-Produktionen. Der Betreiber ist die Arena Hannover GmbH. Die Halle befindet sich auf dem ehemaligen Gelände der Weltausstellung Expo 2000 an der Expo Plaza in Hannover. In unmittelbarer Nähe der Arena beginnt die Exponale, die von der Arena über den Messeschnellweg zum Messegelände Hannover führt.

## Geschichte
Die Arena wurde anlässlich der Weltausstellung errichtet, im April 2000 kurz vor Eröffnung der Expo 2000 nach 21-monatiger Bauzeit fertiggestellt und trug während der Weltausstellung den Namen Expo-Arena. Die Baukosten betrugen ungefähr 70 Mio. Euro.
Nach Ende der Weltausstellung trug die Arena bis Ende 2004 den Namen Preussag Arena. Die TUI AG (ehemals Preussag) verlängerte den Sponsorvertrag für den Namen und die Preussag Arena wurde ab 2005 zur TUI Arena. Die Vereinbarung lief zum Jahresende 2013 aus und wurde nicht verlängert. Der Name blieb der Arena allerdings erhalten, um Kosten für die Umrüstung zu sparen. Nachdem die TUI AG 2014 die Zahlungen für den Namen eingestellt hatte, suchte der Besitzer Günter Papenburg einen neuen Namenssponsor. Am 3. Februar 2020 wurde bekannt, dass die Halle ab dem 1. April des Jahres den Namen ZAG-Arena tragen wird. Der neue Namenssponsor ist die in Hannover ansässige ZAG Zeitarbeits-Gesellschaft. Die Vereinbarung läuft bis 2030 bei jährlichen Zahlungen von rund 250.000 Euro. Zudem plant man in den nächsten Jahren Modernisierungsmaßnahmen in der Arena, vor allem im technischen Bereich.

## Architektur
Das Gebäude ist 128 Meter lang, 115 Meter breit sowie 34 Meter hoch. Dies ist 25 Meter über dem EXPO-Plaza-Niveau. Die Bruttogeschossfläche liegt  inkl. der Tiefgarage bei 50.000 m². Der umbaute Raum beträgt mit Tiefgarage 425.000 m3. Das genormte Eishockeyfeld bietet 60 m × 30 m Spielfläche (ca. 1.754 m²). Durch das Einschieben der fahrbaren Tribünen lässt sie sich die Fläche auf 76 m × 38 m (ca. 2.500 m²) vergrößern. Die maximale Veranstaltungsfläche im Halleninnenraum hält rund 3.000 m² bereit. Hinzu kommen 20.400 m² Publikumsbereich in den Foyers auf vier Ebenen. Die Halle bietet bei Eishockeyspielen 10.767 Zuschauern Platz. Je nach Veranstaltungsart erhöht sich das Platzangebot auf maximal 14.000 Besucher. Darüber hinaus bieten sich 36 Clublogen, sechs Partylogen, 450 Business-Seats und 24 behindertengerechte Plätze.

## Nutzung
Die erste Veranstaltung war der WM-Boxkampf im Halbschwergewicht zwischen Michalczewski und Rocchigiani am 15. April 2000. Während der Expo spielte die Hard-Rock-/Heavy-Metal-Band Scorpions mit den Berliner Philharmonikern am 22. Juni 2000 in der Arena. Im Jahr 2001 war die Arena Spielort der Eishockey-Weltmeisterschaft der Herren 2001. Unter anderem wurde dort auch das Endspiel ausgetragen. Außerdem war die Halle von 2000 bis 2007 Austragungsort des Deutschland Cup. Die Halle war von 2001 bis 2013 Spielstätte der Hannover Scorpions aus der Deutschen Eishockey Liga (DEL). 
Seit 2001 veranstaltet der Radiosender NDR 2  auf der Expo Plaza vor der Arena, jährlich Ende Mai, das NDR 2 Plaza-Festival. Kurz danach findet die N-Joy Starshow des Jugendprogramms N-Joy statt. 2008 wurde der 4. Bundesvision Song Contest in der TUI Arena veranstaltet. Die TV-Show Wetten, dass..? war dreimal, in den Jahren 2000, 2005 und 2010, in der TUI Arena zu Gast. Europas größte Jugendveranstaltung, die Musikshow The Dome, fand 2007, 2009 und 2010 in der TUI Arena statt. 2013 wurde die Halle zum Austragungsort des deutschen Vorentscheids zum Eurovision Song Contest in Malmö. Selbiges war 2015 für den in Wien stattfindenden Wettbewerb der Fall.
Seit 2011 trägt der Handballverein TSV Hannover-Burgdorf in der Weihnachtszeit eine Partie in der Arena aus. Erstmals trat der Club im Februar 2003 in der fünften Runde des DHB-Pokals gegen TUSEM Essen in der hannoverschen Arena an und verlor vor 8.443 Zuschauern gegen den späteren Finalisten mit 20:25. In der HBL-Saison 2016/17 wurden fünf Spiele in der TUI-Arena ausgetragen. Seit der Handball-Bundesliga 2017/18 bestreiten die Recken bis zu 13 Partien pro Saison in der Mehrzweckhalle.
Zuvor war ein Versuch, Handball in der Arena zu etablieren, gescheitert: Die GWD Minden trug in der HBL-Saison 2004/05 unter dem Namen GWD Minden/Hannover acht Spiele in der Arena aus, doch das Zuschauerinteresse war gering. Nach einem Streit mit Arena-Besitzer Günter Papenburg wurde der Vertrag gekündigt und die GWD kehrte nach der Saison 2004/05 nach Minden zurück. Auch Eintracht Hildesheim trug im Jahr 2006 einzelne Spiele in der Arena aus.
Von 2017 bis 2019 wurde jeweils im Oktober der deutsche VBL-Supercup in der Arena ausgetragen. Bei der Volleyball-Veranstaltung traten jeweils der amtierende Meister gegen den Pokalsieger der Frauen bzw. der Männer gegeneinander an.

## Galerie

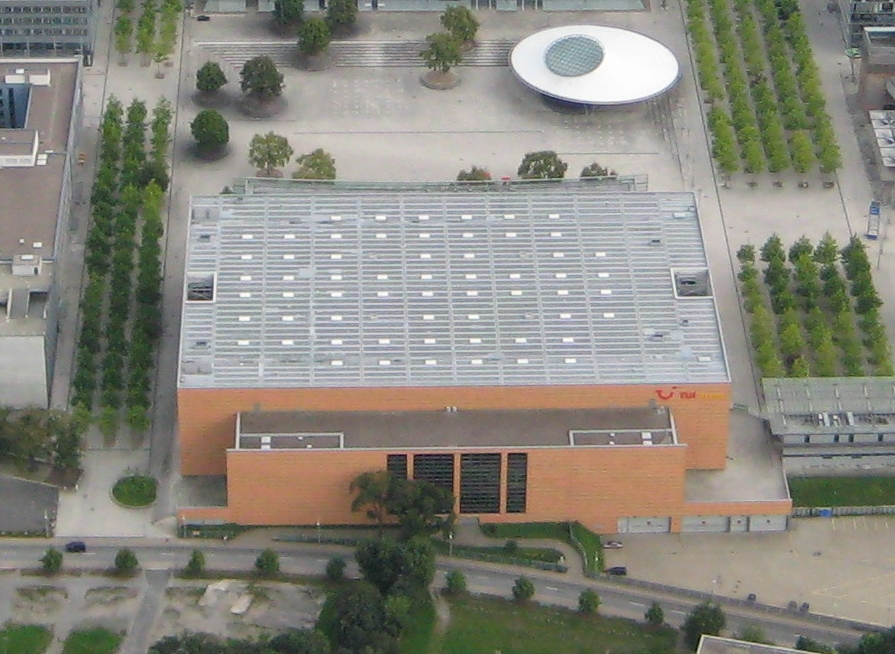
Luftaufnahme (2009)
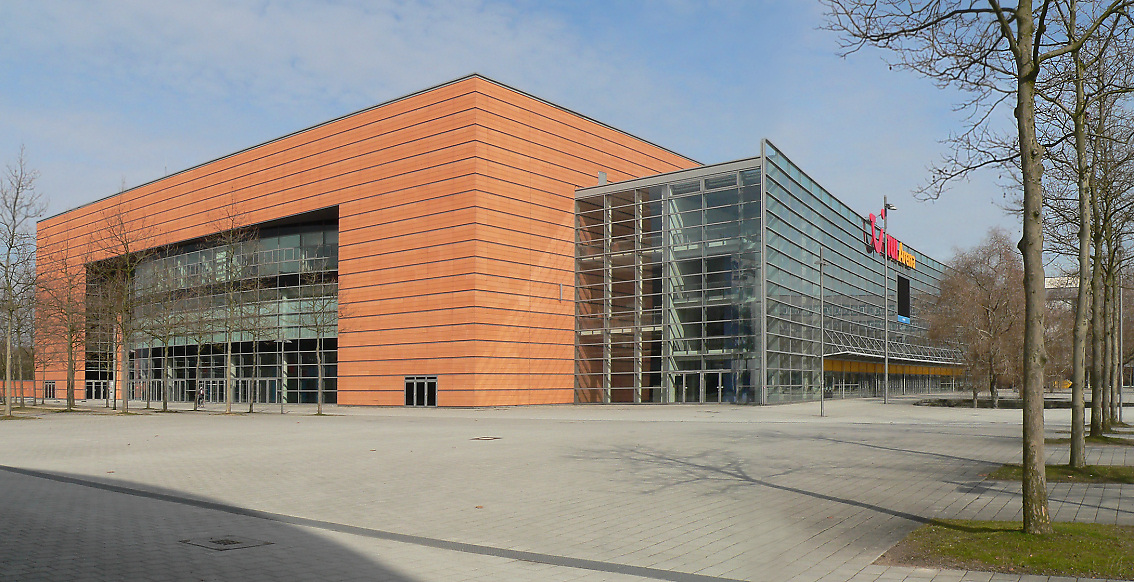
Seitenansicht (2009)
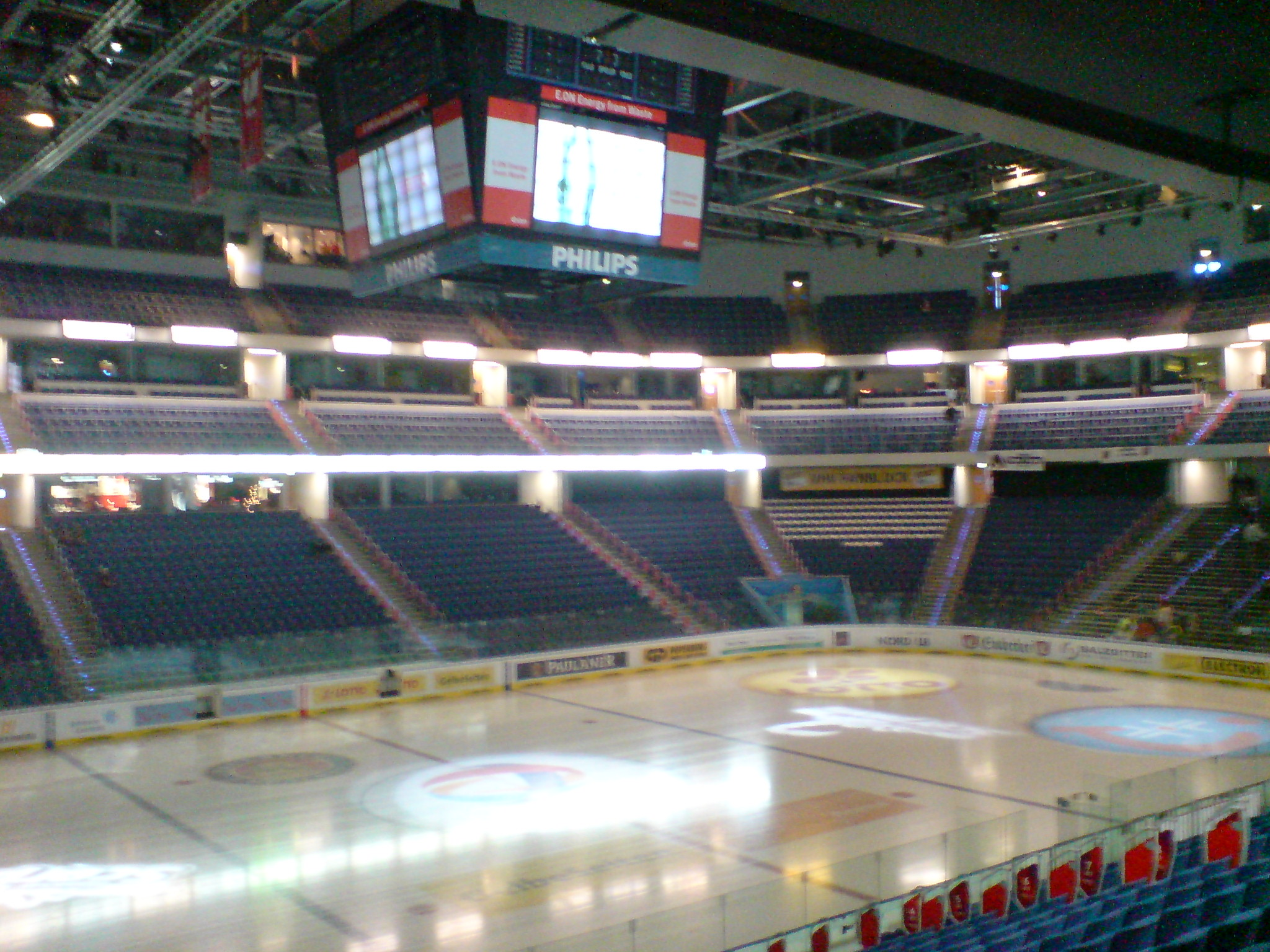
Der Innenraum mit der Eisfläche (2008)